# Niemce (Sosnowiec)
Niemce – dawna wieś, część miasta (na prawach powiatu) Sosnowca, w województwie śląskim. Stanowi osiedle w granicach dzielnicy Ostrowy Górnicze. Do 1955 samodzielna wieś.
Niemce stanowią zachodnią część dzielnicy Ostrowy Górnicze, w widłach ulic Bocznej i Juliszowskiej. Obszar współczesnej dzielnicy Ostrowy Górnicze odnosi się do obszaru większego niż historyczna wieś Niemce, bo obejmuje także dawną wieś Ostrowy, położoną ok. 1 km na wschód od Niemców, w widłach ulic Starzyńskiego i Waltera-Janke, a także obszar kolonii Feliks na południu. Generalnie przyjmuje się, że Niemce to dawna nazwa Ostrów Górniczych, choć nie jest to do końca poprawne. Niemce zmieniły nazwę na Ostrowy Górnicze dopiero w 1948 roku, w związku z przyłączeniem do nich Ostrów, wsi o odrębnej historii, a nowa nazwa została ewidentnie przejęta od tej drugiej. Nazwa Ostrowy Górnicze obowiązuje zatem od czasu połączenia Niemców z Ostrowami w 1949 roku. Obie miejscowości (Ostrowy i Ostrowy Górnicze) funkcjonowały jako odrębne wsie do 1956 roku, choć w latach 1949–1955 wchodziły już w skład jednej gromady o nazwie Ostrowy Górnicze.

## Historia
Niemce to dawna wieś. W latach 1867–1941 Niemce należały do gminy Olkusko-Siewierskiej w powiecie będzińskim. W II RP przynależały do woj. kieleckiego. 31 października 1933 gminę Olkusko-Siewierską podzielono na osiem gromad. Niemce wraz z kolonią Feliks utworzyła gromadę o nazwie Niemce.
Podczas II wojny światowej włączone do III Rzeszy. W 1941 roku okupant zachował gromadę Niemce, lecz utworzył też nową gromadę o nazwie Ostrowy z kolonii Ostrowy i Ciernice z dotychczasowej gromady Strzemieszyce Wielkie oraz z kolonii Czarnemorze z dotychczasowej gromady Porąbka. Gromada Niemce weszła w skład nowej gminy Strzemieszyce.
Po wojnie władze polskie utrzymały gminę Strzemieszyce, która od 1 grudnia 1945 była podzielona na 9 gromad (w tym Niemce i Ostrowy jako odrębne gromady). Niemce wraz z całym powiatem będzińskim włączono w 1945 do województwa śląskiego.
1 kwietnia 1949 zredukowano liczbę gromad gminy Strzemieszyce (której przywrócono przedwojenną nazwę Olkusko-Siewierska). Gromadę Ostrowy zniesiono, włączając ją do gromady Niemce, której nazwę zmieniono równocześnie na Ostrowy Górnicze. Gromada Ostrowy Górnicze składała się odtąd ze wsi Ostrowy, wsi Ostrowy Górnicze (dawne Niemce) i kolonii Feliks.
1 stycznia 1950 gromada Ostrowy Górnicze, wraz z gromadami Kazimierz, Maczki i Porąbka, weszła w skład nowej gminy Kazimierz
W związku z reformą znoszącą gminy jesienią 1954 roku, Ostrowy Górnicze ustanowiły nową gromadę Ostrowy Górnicze. Gromadę Ostrowy Górnicze zniesiono już po 15 miesiącach, 1 stycznia 1956, w związku z nadaniem jej statusu osiedla.
1 stycznia 1967 z osiedli Ostrowy Górnicze i Kazimierz utworzono miasto miasto Kazimierz Górniczy, które 27 maja 1975 stało się częścią Sosnowca.